# Gadomski (cràter)
Gadomski és un cràter d'impacte situat en la cara oculta de la Lluna. Es troba al sud del cràter molt més gran Fowler i a l'oest de Klute.

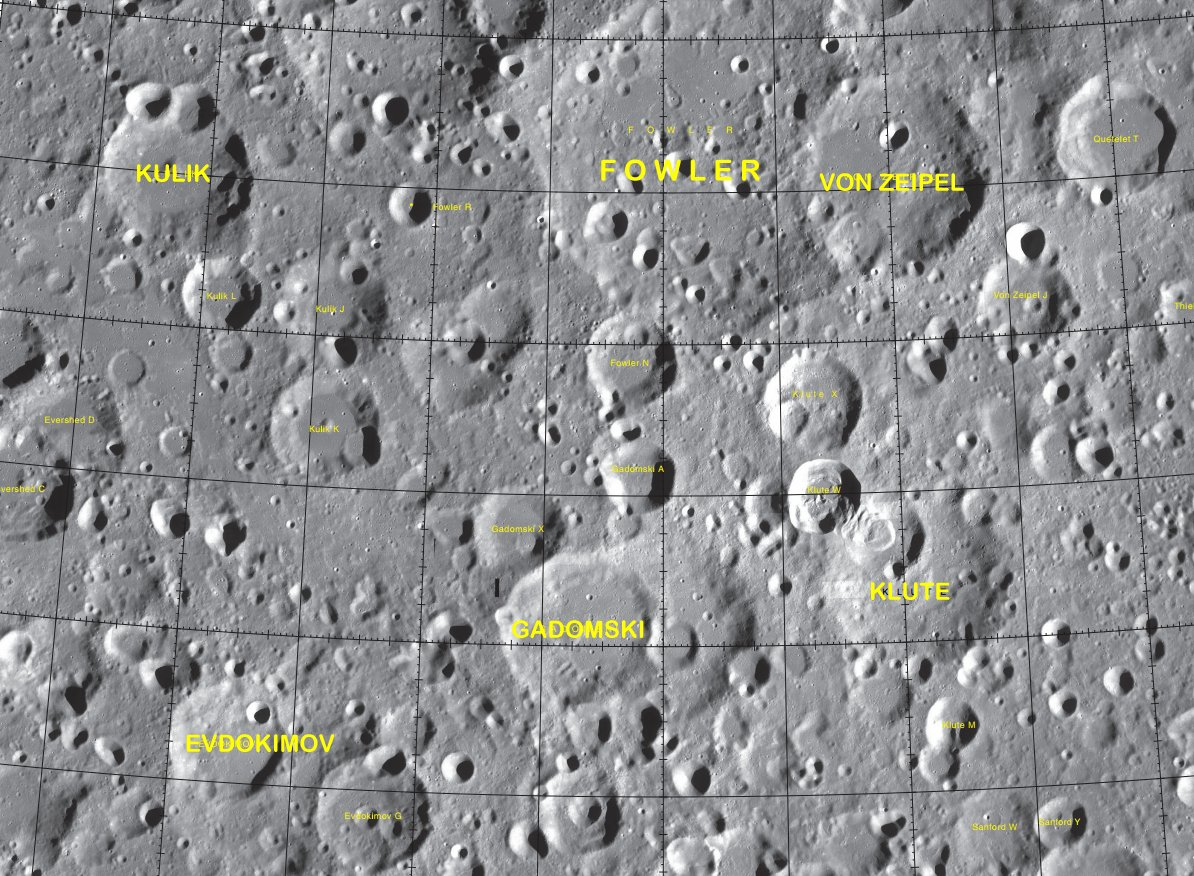
Localització del cràter Gadomski. (Imatge LRO)

Aquest cràter, igual que moltes formacions lunars, té un vorell exterior erosionada que ha estat modificat per impactes posteriors. Un cràter doble resultant de la fusió de dos impactes molt propers entre si està unit a l'exterior del bord sud, i el cràter satèl·lit Gadomski X apareix en el nord-nord-oest. Un petit cràter també envaeix lleugerament el flanc oriental. Gadomski al seu torn recobreix la part occidental d'un cràter sense nom encara més gran i encara més fortament erosionat. El brocal és més o menys circular, però està lleugerament distès cap al sud-oest. El sòl interior manca relativament de trets distintius, amb alguns petits cràters que marquen la seva superfície.
El cràter va ser nomenat en memòria de l'astrònom polonès Jan Gadomski (1889-1966).

## Cràters satèl·lit
Per convenció aquests elements són identificats en els mapes lunars posant la lletra en el costat del punt mitjà del cràter que està més prop de Gadomski.
|          | \| Gadomski \| Coordenades \| Diàmetre \| \| -------- \| -------------------------------------- \| -------- \| \| A \| 38° 36′ N, 145° 54′ O / 38.6°N,145.9°O \| 32 km \| \| X \| 37° 48′ N, 148° 18′ O / 37.8°N,148.3°O \| 35 km \| |          |
| Gadomski | Coordenades | Diàmetre |
| A        | 38° 36′ N, 145° 54′ O / 38.6°N,145.9°O | 32 km    |
| X        | 37° 48′ N, 148° 18′ O / 37.8°N,148.3°O | 35 km    |